# Finlands gränsförändringar
Detta är en översikt över Finlands gränsförändringar genom historien.

## Finlands territorium som en del av Sverige (1323-1809)

Definition av Finlands territorium i freden i Nöteborg 1323
Ökning av Finlands territorium i freden i Teusina 1595
Minskning av Finlands territorium i freden i Stolbova 1617
Förändringen av Finlands territorium i freden i Nystad 1721
Minskning av  av Finlands territorium i freden i Åbo 1743
Ökning av Finlands territorium 1775

## Storfurstendömet Finland som en del av Ryssland 1809–1917

Tillägget av Finlands territorium i freden i Fredrikshamn 1809
Ökning av Finlands territorium 1812
Ökning av Finlands territorium 1830
Ökning av Finlands territorium 1833
Minskning av Finlands territorium 1842
Minskning av Finlands territorium 1864

## Självständigt Finland sedan 1917

Finlands territorialökning i freden i Tartu 1920
Finlands territorialminskningar i freden i Moskva 1940
Finlands territorialminskning i mellanfreden i Moskva 1944
Territorialförsäljning från Finland 1947

## Händelser som orsakade territorialförändringar och deras varaktighet

Finlands territorium sedan 1947

| territorialförändringshändelse | år   | varaktighet        |
| ------------------------------ | ---- | ------------------ |
| freden i Nöteborg              | 1323 | 272                |
| freden i Teusina               | 1595 | 22                 |
| freden i Stolbova              | 1617 | 104                |
| freden i Nystad                | 1721 | 22                 |
| freden i Åbo                   | 1743 | 32                 |
| territorialförändring          | 1775 | 34                 |
| freden i Fredrikshamn          | 1809 | 3                  |
| territorialförändring          | 1812 | 18                 |
| territorialförändring          | 1830 | 3                  |
| territorialförändring          | 1833 | 9                  |
| territorialförändring          | 1842 | 22                 |
| territorialförändring          | 1864 | 56                 |
| freden i Tartu                 | 1920 | 20                 |
| freden i Moskva                | 1940 | 4                  |
| mellanfreden i Moskva          | 1944 | 3                  |
| territorialförsäljning         | 1947 | från 18 april 1947 |

## Som del av Sverige 1150-talet–1809
- Åland
  - Åland stod förmodligen under svenskt inflytande redan under Svearikets tid.
  - Ockuperat av Ryssland 1714-1718 (Stora nordiska kriget).
  - Ockuperat av Ryssland 1742-1743 (Hattarnas ryska krig).

- Egentliga Finland (finska Varsinais-Suomi)
  - Koloniserat av Sverige från 1150-talet.

- Nyland (finska Uusimaa)
  - Valdemar Sejrs korståg mot Estland ca 1219.
  - Koloniserat av Sverige 1249 (Birger jarls korståg).

- Kymmenedalen (finska Kymenlaakso)
  - Koloniserat av Sverige 1293 (Torkel Knutssons korståg).
  - Tillföll Ryssland 1743 (freden i Åbo) - 1812.

- Svenska Karelen (även Finska Karelen)
  - Bestod av Södra Karelen (finska Etelä-Karjala) och Viborg (finska Viipuri, ryska Vyborg).
  - Koloniserat av Sverige 1293 (Torkel Knutssons korståg).
  - Viborg
    - Viborg ockuperat av Ryssland 1712-1721 (Stora nordiska kriget).
    - Viborg tillföll Ryssland 1721 (freden i Nystad) - 1812.
    - Dessförinnan var Viborg en del av Viborgs och Nyslotts län.
    - Viborg tillhör idag oblastet Leningrad.

  - Södra Karelen
    - Södra Karelen tillföll Ryssland 1743 (freden i Åbo) - 1812.

- Gränsdragningar
  - Gränsen mellan Sverige och republiken Novgorod  fastställdes 1323 (freden i Nöteborg):
    - Sydvästra delen av det historiska landskapet Österbotten, d.v.s. motsvarande Mellersta Österbotten (finska Keski-Pohjanmaa), Österbotten (finska Pohjanmaa) och Södra Österbotten (finska Etelä-Pohjanmaa) samt Satakunda (finska Satakunta), Tavastland (finska Häme), Savolax (finska Savo), Södra Karelen och Viborg erkändes som svenska.

  - Motsvarande Norra Österbotten (finska Pohjois-Pohjanmaa) samt finska Lappland (finska Lappi) erkändes som svenska 1595 (freden i Teusina).
  - Gränsen mellan Sverige och Ryssland till Petsamo (norska Peisen, ryska Petjenga, även Ishavsfinland) i nordväst fastställdes 1629-1635.
    - Lappland, Norra Österbotten och Kajanaland (finska Kainuu) berördes.
    - Innan dess sträckte sig Sveriges skatteanspråk i Kemi lappmark till Norra Ishavet.

- Utbrytningsperioder
  - Frälsemannen Bo Jonsson Grip (senast 1335 - 1386) kontrollerade 1371-1386 Finland i opposition mot Sveriges kung Albrekt av Mecklenburg (1338/1340 - 1412).
  - Under Karl Knutsson Bondes (1408 eller 1409 - 1470) och Sten Sture den äldres (ca 1440 - 1503) konflikter med unionskungarna Kristian I (1426-1481) och Hans (1455-1513) 1448-1503 kontrollerades olika delar av Finland omväxlande av svenskarna och unionskungarna (Huvudartikel Sverige under Kalmarunionen).
  - Under brödrastriden 1562-1563 med kung Erik XIV (1533-1577) regerade Johan III (1537-1592) sitt finska hertigdöme i opposition mot brodern.

- Kexholms län
  - Norra Karelen (finska Pohjois-Karjala), Ladoga-Karelen (finska Laatokan Karjala, ryska Ladozjskaja Karelija) och Kexholm (finska Käkisalmi, ryska Prioziorsk) sammanfördes till den svenska besittningen Kexholms län 1617 (freden i Stolbova).
  - Kexholms län löd under det svenska generalguvernementet Ingermanland 1618-1700.
  - Ladoga-Karelen
    - Ladoga-Karelen ockuperades av Ryssland 1712-1721 (Stora nordiska kriget).
    - Ladoga-Karelen tillföll Ryssland 1721 (freden i Nystad) - 1812.
    - Ladoga-Karelen tillhör idag Karelska republiken (ryska Respublika Karelija).

  - Kexholm
    - Kexholm ockuperades av Ryssland 1710-1721 (Stora nordiska kriget).
    - Kexholm tillföll Ryssland 1721 (freden i Nystad) - 1812.
    - Kexholm tillhör idag oblastet Leningrad.

  - Norra Karelen
    - Norra Karelen ockuperades av Ryssland 1712-1721 (Stora nordiska kriget).
    - Efter freden i Nystad 1721 blev Norra Karelen en införlivad del av Finland (Kymmenegårds län).

- Finland
  - Tillföll Ryssland 1809 (freden i Fredrikshamn) och var ryskt till 1917.  Även delar av Lappland och Västerbotten, som dittills aldrig hade räknas till Finland, avträddes till Ryssland och kom att ingå i det ryska Storfurstendömet Finland.

## Som ryskt storfurstendöme 1809-1917
- Viborgska guvernementet (även kallat Gamla Finland eller Ryska Finland)
  - Bestod av Kymmenedalen, Södra Karelen, Ladoga-Karelen och Karelska näset (finska Karjalankannas, ryska Karelski peresjejek) med Viborg och Kexholm)
  - Till Finska storfurstendömet 1812.
  - Kymmenedalen och Södra Karelen har hört till Finland sedan dess.
  - Karelska näset tillhör idag oblastet Leningrad.

- Gränsdragningar
  - I förhandlingar mellan Sverige och Ryssland 1826 fastställdes de sista nordliga gränsavsnitten från Sør-Varanger till Petsamo, till dess de s.k. fællesdistrikten, mellan Norge, Ryssland och Finland, utan att hänsyn togs till finska intressen.
  - Savukoski till Finska storfurstendömet 1833 (Lappland / Uleåborgs län, finska Oulun lääni).
  - Salla till Finska storfurstendömet 1833 (Lappland / Uleåborgs län).
  - Östra Enare till Finska storfurstendömet 1833 (Lappland / Uleåborgs län).
  - Nordöstra Sodankylä till Finska storfurstendömet 1833 (Lappland / Uleåborgs län).
  - Västra Loukhi (finska Louhi) till Finska storfurstendömet 1833 (Lappland / Uleåborgs län) - 1940 (freden i Moskva).
    - Loukhi tillhör idag Karelska republiken.

  - Västra Kandalaksja (finska Kannanlahti) till Finska storfurstendömet 1833 (Lappland / Uleåborgs län) - 1940 (freden i Moskva).
    - Kandalaksja tillhör idag oblastet Murmansk.

  - Östra Kuusamo till Finska storfurstendömet 1833 (Norra Österbotten / Uleåborgs län).
  - Östra Kuhmo till Finska storfurstendömet 1833 (Kajanaland / Uleåborgs län).

- Åland
  - Ockuperades av Frankrike och Storbritannien 1854-1856 (Krimkriget).

- Finland
  - Självständigt 1917.

## Som suverän republik från 1917
- Finska inbördeskriget 1918
  - Under Finska inbördeskriget kontrollerar De röda under ledning av Finlands folkkommissariat delar av södra Finland. Som mest behärskades motsvarande Viborg, Södra Karelen, Kymmenedalen, Nyland, Päijänne-Tavastland, Egentliga Tavastland, Egentliga Finland och södra Satakunda.
  - Åland ockuperades av Tyskland 1918-1919.

- Frändefolkskrigen mellan 1918 och 1922
  - Det nyligen självständiga Finland var involverat en serie konflikter mellan 1918 och 1922.
    - Estniska frihetskriget (1918-1920)
    - Vienaexpeditionen (1918)
    - Aunus-expeditionen (1919)
    - Karelska expeditionen (1921–1922)
    - Petsamo expeditionerna 1918 och 1920
    - Kriget i Östkarelen (1921-1922)
    - Finskingermanländarnas revolt (1918–1920)

- Petsamo
  - Tillföll Finland (Lappland / Uleåborgs län) 1920 (freden i Tartu).
  - Finlands innehav bekräftades 1940 (freden i Moskva).
  - Tillerkändes Sovjetunionen vid stilleståndsavtalet 1944 och freden i Paris 1947.
  - Petsamo tillhör idag oblastet Murmansk.
  - Västra Fiskarhalvön i nordöstra Petsamo
    - Ockuperades av Sovjetunionen 1939 (Finska vinterkriget).
    - Tillerkändes Sovjetunionen 1940 (freden i Moskva), medan resten av Petsamo tillerkändes Finland.
    - Ockuperades av Finland 1941 (Fortsättningskriget)

- Enare
  - Jäniskoski-Niskakoskiområdet i östra Enare.
    - Tillerkändes Finland vid stilleståndsavtalet 1944 och freden i Paris 1947.
    - Såldes till Sovjetunionen 1947.

- Gränskonflikter
  - Salla
    - Ockuperades av Sovjetunionen 1939 (Finska vinterkriget).
    - Tillerkändes Finland 1940 (freden i Moskva).

  - Västra Loukhi
    - Ockuperades av Sovjetunionen 1939 (Finska vinterkriget).
    - Tillerkändes Sovjetunionen 1940 (freden i Moskva).
    - Ockuperades av Finland 1941 (Fortsättningskriget).
    - Tillerkändes Sovjetunionen vid stilleståndsavtalet 1944 och freden i Paris 1947.

  - Västra Kandalaksja
    - Ockuperades av Sovjetunionen 1939 (Finska vinterkriget).
    - Tillerkändes Sovjetunionen 1940 (freden i Moskva).
    - Ockuperades av Finland 1941 (Fortsättningskriget).
    - Tillerkändes Sovjetunionen vid stilleståndsavtalet 1944 och freden i Paris 1947.

- Karelen
  - Ladoga-Karelen
    - Ockuperades av Sovjetunionen 1939 (Finska vinterkriget).
    - Tillerkändes Sovjetunionen 1940 (freden i Moskva).
    - Ockuperades av Finland 1941 (Fortsättningskriget).
    - Tillerkändes Sovjetunionen vid stilleståndsavtalet 1944 och freden i Paris 1947.
    - Enligt uppgifter i september 2007 till Helsingin Sanomat från Andrej Fjodorov, rådgivare till Boris Jeltsin (Rysslands president 1991-1999), erbjöds Finland 1991 att köpa tillbaka Karelen för 15 miljarder dollar. Uppgifterna tillbakavisas av Mauno Koivisto (Finlands president 1982-1994), Esko Aho (statsminister 1991-1995) och Paavo Väyrynen (utrikesminister 1991-1993).[1]

  - Karelska näset med Viborg och Kexholm
    - Ockuperades av Sovjetunionen 1939 (Finska vinterkriget).
    - Tillerkändes Sovjetunionen 1940 (freden i Moskva).
    - Under ockupationen bildades 1939 sovjetrepubliken Demokratiska Republiken Finland i Terijoki (ryska Zelenogorsk). Denna upplöstes i samband med freden i Moskva 1940.
    - Ockuperades av Finland 1941 (Fortsättningskriget).
    - Tillerkändes Sovjetunionen vid stilleståndsavtalet 1944 och freden i Paris 1947.
    - Saima kanal utanför Viborg i oblastet Leningrad hyrs av Finland sedan 1963 (och ön Ravansaari 1963-2012), men är formellt ryskt territorium och ingår inte i EU:s inre marknad, [2] men kan passeras utan ryskt visum.

  - Östkarelen (även Fjärrkarelen)
    - Består av Olonets-karelen (finska Aunus) och Vita Karelen (även Vitahavskarelen, finska Vienan Karjala, ryska Severnaja Karelija) i nuvarande Karelska republiken.
    - Ockuperades av Finland 1941 (Fortsättningskriget).
    - Tillerkändes Sovjetunionen vid stilleståndsavtalet 1944 och freden i Paris 1947.

- Sovjetiska militärbaser
  - Hangö, i Nyland
    - Arrenderades av Sovjetunionen från 1940 på trettio år.
    - Återerövrades av Finland 1941 (Fortsättningskriget).
    - I stilleståndsavtalet 1944 och freden i Paris 1947 erkändes Hangö som finskt.

  - Porkalaområdet , i Kyrkslätt, Sjundeå och Ingå kommuner, i Nyland
    - Arrenderades av Sovjetunionen 1944-1956.

- Små förändringar av gränsen mot Sverige
  - Enligt fördraget mellan Sverige och Ryssland 1809 skulle gränsen mestadels följa älvens djupfåra. Det har gett små förändringar av gränsen längs Torne älv och de andra gränsälvarna.
  - Märket är en ö mellan Åland och Uppland. Gränsen går rakt över ön. Gränsen justerades 1985 för att passa de byggnader som byggt på ön från 1885 och framåt, utan att respektive lands areal eller kustlinje ändrades.